# Acropora insignis
Acropora insignis är en korallart som beskrevs av Nemenzo 1967. Acropora insignis ingår i släktet Acropora och familjen Acroporidae. IUCN kategoriserar arten globalt som otillräckligt studerad. Inga underarter finns listade i Catalogue of Life.